# 文顕進
文 顯進（ムン・ヒョンジン、문 현진、Moon Hyun-Jin、1969年4月10日 - ）は、文鮮明（世界基督教統一神霊協会創始者）と母韓鶴子の三男。大韓民国生まれアメリカ合衆国育ち。グローバルピースフェスティバル財団、サービスフォーピースなどの創設者。

## 概要
ソウル出身。1987年3月に文鮮明の右腕と言われる郭錠煥の娘、郭全淑（カク・チョンスク）と結婚。1995年、コロンビア大学歴史学科卒業。1998年6月4日、ハーバード大学大学院経営学修士課程（MBA）を修了。「統一神学校」（神学大学院、Unification Theological Seminary）で神学博士号を取得る。1988年のソウルオリンピック、1992年のバルセロナオリンピックに乗馬の韓国の代表選手として参加した。
1998年7月19日、世界平和統一家庭連合の世界副会長に就任した。2000年3月31日、世界大学原理研究会」（W-CARP）会長に就任。同年、統一教会系メディアとなったUPI通信社を所有するニューズ・ワールド・コミュニケーションの理事長に就任。2001年2月25日、世界平和青年連合（現・世界平和青年学生連合）世界会長に就任。同年6月21日、アメリカ統一神学大学院(UTS)を卒業。
文鮮明は、長兄である三男の顯進を全体をまとめる後継者とし、四男の文國進に経済部門、七男の文亨進に宗教部門を担当させる意向だった。しかし韓鶴子は顯進に権力が集中することを警戒するようになり、國進と亨進と組んで、追い落としにかかった。
2008年4月18日、七男の文亨進が世界会長ならびに韓国会長に就任。事実上の後継者に指名された。顯進が統一教会の宗教色を薄め、社会運動を志向したことから、父親の逆鱗に触れて追放されたとも言われている。
2009年、グローバル・ピース・フェスティバル財団設立。理事長に就任した。2010年に教団の資産管理団体UCIを手中に収め、2017年12月2日、共同創設者として「家庭平和協会」（Family Peace Association）を設立。

## 著書
- 『心情文化の主人』
- ワールドカープジャパン（編・訳）『心情文化創造の主人 ［韓国ツアー版］韓国講演ツアー 2004』光言社、2006年7月1日
- ワールドカープジャパン（編・訳）『心情文化創造の主人 ［日本ツアー版］日本講演ツアー 2004』